# Paraneotermes simplicicornis
Paraneotermes simplicicornis är en termitart som först beskrevs av Banks in Banks och John Otterbein Snyder 1920.  Paraneotermes simplicicornis ingår i släktet Paraneotermes och familjen Kalotermitidae. Inga underarter finns listade i Catalogue of Life.